# Red Hot Chili Peppers 1983 Tour
Red Hot Chili Peppers 1983 Tour – pierwsza trasa koncertowa grupy muzycznej Red Hot Chili Peppers, w jej trakcie odbyły się dwadzieścia cztery koncerty.

## Program koncertów
1. "Baby Appeal"
2. "Get Up And Jump"
3. "Green Heaven"
4. "Out in L.A."
5. "Police Helicopter"
6. "Nevermind"
7. "Sex Rap"
8. "Fire" (cover Jimiego Hendrixa)
9. "Flea Fly"
10. "Stranded"
11. "Dum Chuck a Willie"
12. "She'll Be Coming Round the Mountain"

## Lista koncertów
1. 13 lutego 1983 – Hollywood, Kalifornia, USA – Rhytm Lounge
2. 20 lutego 1983 – Hollywood, Kalifornia, USA – Rhytm Lounge
3. 30 marca 1983 – Hollywood, Kalifornia, USA – Cathay de Grande
4. kwiecień 1983 – Hollywood, Kalifornia, USA – Rhytm Lounge
5. 13 kwietnia 1983 – Hollywood, Kalifornia, USA – The Anti Club
6. maj 1983 – Hollywood, Kalifornia, USA – Cathay de Grande
7. 28 maja 1983 – Hollywood, Kalifornia, USA – Fiesta House
8. czerwiec 1983 – Hollywood, Kalifornia, USA – The Anti Club
9. czerwiec 1983 – Hollywood, Kalifornia, USA – The Mix
10. 3 czerwca 1983 – Hollywood, Kalifornia, USA – The Kit Kat Club
11. 4 czerwca 1983 – Hollywood, Kalifornia, USA – Music Machine
12. 18 czerwca 1983 – Hollywood, Kalifornia, USA – Club Lingerie
13. 25 czerwca 1983 – Hollywood, Kalifornia, USA – Music Machine
14. 31 lipca 1983 – Hollywood, Kalifornia, USA – Al's Bar
15. 4 sierpnia 1983 – Ventura, Kalifornia, USA – The Plant
16. 17 sierpnia 1983 – Universal City, Kalifornia, USA – Universal Amphitheater
17. wrzesień 1983 – Hollywood, Kalifornia, USA – Club Lingerie
18. 10 września 1983 – Hollywood, Kalifornia, USA – Kit Kat Club
19. październik 1983 – Aspen, Nevada, USA – nieznane miejsce koncertu
20. październik 1983 – Hollywood, Kalifornia, USA – Cathay de Grande
21. październik 1983 – Irvine, Kalifornia, USA – The Heritage Room
22. 29 października 1983 – Ventura, Kalifornia, USA – The Plant
23. listopad 1983 – Costa Mesa, Kalifornia, USA – The Concert Factory
24. 7 listopada 1983 – Hollywood, Kalifornia, USA – Club Lingerie

## Skład zespołu
- Anthony Kiedis – wokal prowadzący
- Hillel Slovak – gitara, chórki
- Flea – gitara basowa, chórki
- Jack Irons – perkusja